# Коммунистическая организация за освобождение пролетариата
Коммунистическая организация за освобождение пролетариата (итал. Comunisti Organizzati per la Liberazione Proletaria) — итальянская леворадикальная организация, созданная членами «Первой линии» при самороспуске в 1981 г. с целью оказания помощи в освобождении находящихся в заключении товарищей. Однако уже на следующий год большая часть членов COLP была арестована.